# Kontoverifizierung

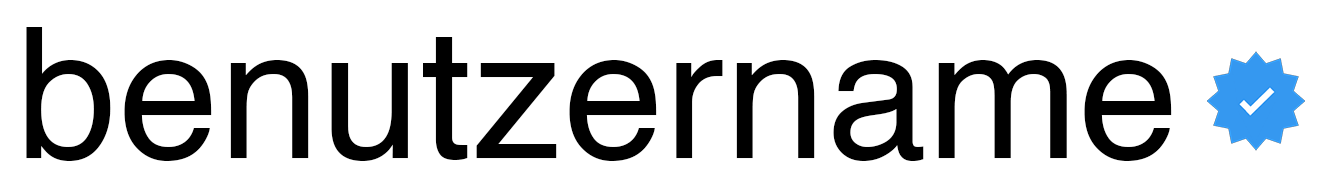
Beispiel eines verifizierten Accounts mit blauem Häkchensymbol

Die Kontoverifizierung ist die Verifizierung eines neuen oder vorhandenen Benutzerkontos im Besitz einer bestimmten Person des öffentlichen Lebens oder einer bekannten Marke bzw. eines Unternehmens. Eine Reihe von Webseiten, zum Beispiel Soziale Medien bieten Kontoverifizierungen an. Verifizierte Konten werden oft durch Häkchensymbole oder Abzeichen neben dem Namen von Personen oder Unternehmen gekennzeichnet, die oft blau sind. Auf X werden solche Accounts daher auch als „Blauhaken“ bezeichnet.
Die Kontoverifizierung kann die Qualität von Online-Diensten verbessern und Scam, Spam, Trolling, Fake News und Nachahmung verhindern.

## Geschichte
Die Kontoverifizierung war bei Twitter ursprünglich ein Merkmal für Personen des öffentlichen Lebens und Interessenbekundungen, Einzelpersonen in „Musik, Schauspiel, Mode, Regierung, Politik, Religion, Journalismus, Medien, Sport, Wirtschaft“ und anderen wichtigen Interessengebieten. Es wurde dort im Juni 2009 eingeführt, gefolgt von Google+ im Jahr 2011, Facebook im Jahr 2012, Instagram im Jahr 2014 und Pinterest im Jahr 2015. Auf YouTube können Benutzer einen Antrag auf ein Bestätigungsabzeichen stellen, sobald sie 100.000 oder mehr Abonnenten erhalten haben.